# Martinsburg (Iowa)
Martinsburg es una ciudad ubicada en el condado de Keokuk en el estado estadounidense de Iowa. En el Censo de 2010 tenía una población de 112 habitantes y una densidad poblacional de 115,32 personas por km².

## Geografía
Martinsburg se encuentra ubicada en las coordenadas 41°10′43″N 92°15′7″O / 41.17861, -92.25194. Según la Oficina del Censo de los Estados Unidos, Martinsburg tiene una superficie total de 0.97 km², de la cual 0.97 km² corresponden a tierra firme y (0%) 0 km² es agua.

## Demografía
Según el censo de 2010, había 112 personas residiendo en Martinsburg. La densidad de población era de 115,32 hab./km². De los 112 habitantes, Martinsburg estaba compuesto por el 99.11% blancos, el 0.89% eran afroamericanos, el 0% eran amerindios, el 0% eran asiáticos, el 0% eran isleños del Pacífico, el 0% eran de otras razas y el 0% pertenecían a dos o más razas. Del total de la población el 0% eran hispanos o latinos de cualquier raza.